# Communauté de communes du Pays d'Aubeterre
La  Communauté de communes du Pays d'Aubeterre est une ancienne communauté de communes française, située dans le département de la Charente et le pays Sud Charente.
Elle est fusionnée depuis le 1er janvier 2014 au sein de la communauté de communes Tude et Dronne.

## Historique
- Dans le cadre de la réforme territoriale, la Communauté de communes du Pays d'Aubeterre a fusionné avec les communautés de communes du Montmorélien et du pays de Chalais, auxquelles s'ajoutent les communes de Châtignac et Saint-Laurent-des-Combes, issues de la communauté de communes des 4B - Sud-Charente, et celles de Rioux-Martin et Yviers, jusqu'alors « isolées » (ne faisant partie d'aucun EPCI) pour créer la nouvelle communauté de communes Tude et Dronne le 1er janvier 2014.

## Administration
- Régime fiscal (au 01/01/2006) : Fiscalité Taxe professionnelle unique

### Liste des présidents
| Période | Période       | Identité        | Étiquette | Qualité |
| ------- | ------------- | --------------- | --------- | ------- |
| ?       | décembre 2013 | Jean-Luc Tachet |           |         |

### Siège
Mairie, 16390 Laprade.

## Composition
Elle regroupait 11 communes le 1er janvier 2013 :
| Code INSEE | Commune              | Maire                 | Population | Superficie | Densité      | Délégués |
| ---------- | -------------------- | --------------------- | ---------- | ---------- | ------------ | -------- |
| 16020      | Aubeterre-sur-Dronne | Jacques Mercier       | 365 hab.   | 2,39 km²   | 153 hab./km² |          |
| 16037      | Bellon               | Jean-Luc Tachet       | 152 hab.   | 9,13 km²   | 17 hab./km²  |          |
| 16049      | Bonnes               | Stéphane Béguerie     | 333 hab.   | 14,76 km²  | 23 hab./km²  |          |
| 16180      | Laprade              | Jean-Paul Crochet     | 209 hab.   | 10,17 km²  | 21 hab./km²  |          |
| 16130      | Les Essards          | Jean-Michel Droillard | 197 hab.   | 8,98 km²   | 22 hab./km²  |          |
| 16227      | Montignac-le-Coq     | Alain Désert          | 150 hab.   | 10,20 km²  | 15 hab./km²  |          |
| 16240      | Nabinaud             | Pierre Brouillet      | 89 hab.    | 5,88 km²   | 15 hab./km²  |          |
| 16260      | Pillac               | Gérard Galluret       | 269 hab.   | 19,64 km²  | 14 hab./km²  |          |
| 16284      | Rouffiac             | Marie-France Borde    | 114 hab.   | 9,89 km²   | 12 hab./km²  |          |
| 16260      | Saint-Romain         | Pierre Ribéreau       | 512 hab.   | 22,69 km²  | 23 hab./km²  |          |
| 16284      | Saint-Séverin        | Alain Rivière         | 728 hab.   | 14,93 km²  | 49 hab./km²  |          |
|            |                      |                       | 1 878 hab. | 91,04 km²  | 21 hab./km²  |          |

## Compétences
Nombre total de compétences exercées en 2013 : 11.